# طوس سفلی
طوس سفلی روستایی در دهستان طوس بخش مرکزی شهرستان مشهد استان خراسان رضوی ایران است.

## جمعیت
بر پایه سرشماری عمومی نفوس و مسکن در سال ۱۳۹۵ جمعیت این روستا ۳٬۱۱۴ نفر (۹۱۳خانوار) بوده‌است.